# Popolazione stazionaria
La popolazione stazionaria è una popolazione che si alimenta ogni anno di un numero di nati espressi solitamente da una potenza di 10 ed è sottoposta all'eliminazione per morte, propria di una determinata tavola di mortalità.
In un tempo sufficientemente lungo (100 anni ad esempio, detto periodo di transizione), si distribuisce per età, riproducendo esattamente la distribuzione degli anni vissuti (Lx).
Il tasso di natalità sarà uguale al tasso di mortalità, quindi il tasso di incremento della popolazione sarà 0 (il numero dei nati risulta essere uguale con quello dei morti).
Il tasso di natalità è il reciproco della speranza di vita alla nascita, il che è dovuto al fatto che la popolazione è uguale al prodotto tra la speranza di vita alla nascita e il numero di nati (ovvero il contingente iniziale).